# Santuario della Beata Vergine del Presepe
Il santuario della Beata Vergine del Presepe è un luogo di culto mariano situato a Castelleone.

## Collocazione
Sorge nel pieno centro storico di Castelleone, lungo la centrale via Roma, rompendo la continuità dei portici del lato orientale della via.

## Origini
Il culto non è legato a un'apparizione, ma alla devozione di una sacra immagine.
Originariamente sul luogo vi era l'abitazione di un sacerdote, don Giacomo Antonio Fiameni, sulla cui facciata era dipinta un'immagine votiva raffigurante la scena del presepe, probabilmente di origini seicentesche.
Agli inizi del XVIII secolo si sparse la voce di grazie ottenute pregando davanti al dipinto; per questioni anche di ordine pubblico il vescovo di Cremona, monsignor Alessandro Croci, ordinò che l'immagine fosse coperta con ante in legno, fatto che contribuì a far accorrere un numero ancor superiore di fedeli.
Nel 1710 la comunità civile acquistò la casa del religioso facendola demolire; nel 1711 iniziarono i lavori che terminarono nel 1742.

## La chiesa
La facciata è divisa in due ordini con lesene lievemente aggettanti; al livello inferiore si apre l'ingresso sovrastato da un affresco raffigurante la natività racchiuso in un'elaborata cornice mistilinea; il livello superiore ripete lo stesso schema di quello inferiore e sopra la modanatura è posta una semplice finestra. Il timpano che chiude la facciata è mistilineo.
Sul lato destro, tra i tetti delle abitazioni circostanti, una semplice struttura con campana sostituisce il campanile.
L'interno è ad aula unica: l'altare maggiore conserva la venerata immagine del Presepe un tempo posta sulla facciata dell'abitazione del sacerdote. Qui è conservato anche un paliotto di Pietro Solari del 1713 raffigurante la Natività.